# Macrocephalus similis
Macrocephalus similis är en insektsart som beskrevs av Nicholas A. Kormilev 1972. Macrocephalus similis ingår i släktet Macrocephalus och familjen rovskinnbaggar. Inga underarter finns listade i Catalogue of Life.